# Акула (телесериал, 2006)
«Акула» (в некоторых переводах — «Акула правосудия») (англ. Shark) — американская юридическая драма об известном адвокате из Лос-Анджелеса Себастиане Старке, ставшем государственным обвинителем, и его команде.
Пробная серия была выпущена в эфир 21 сентября 2006 года на телеканале Си-би-эс. Премьера второго сезона состоялась 23 сентября 2007 года на том же телеканале.

## Персонажи
- Себастиан Старк — харизматичный и жёсткий бывший адвокат. Старк становится государственным обвинителем после того, как его клиент через несколько дней после снятия с него обвинений в применении физического насилия убил свою жену. Несмотря на существенное изменение его мировоззрения после этого случая, профессиональные его методы практически не меняются.
- Джессика Девлин — окружной прокурор Лос-Анджелеса, занимала пост в течение 15-ти лет. Начальник Старка на протяжении 1-го сезона. После поражения на выборах занимает место в команде Старка.
- Мэделин По — единственный член команды Старка, который попал туда по собственной инициативе. В 1-м сезоне начинает отношения с Кейси, который позже оставил работу в окружной прокуратуре, чтобы принять участие в избирательной кампании отца.
- Райна Трой — терпеливая и умная, подчас не приемлет полузаконных или незаконных методов работы Старка. Находится в отношениях с Айзеком Райтом.
- Дэнни Рэйс — переведён к Старку из отдела по борьбе с организованной преступностью. Часто конфликтует со Старком и Джессикой, которые, тем не менее, считают его талантливым юристом.
- Айзек Райт — бывший офицер полиции Лос-Анджелеса, нанятый Старком после того как был вынужден признаться в подделке улик, которую совершил, пытаясь содействовать обвинению убийцы своего напарника.
- Джули Старк — дочь Себастиана Старка. Решила остаться с отцом после развода родителей, поскольку считает, что она «существенно нужней ему, чем ему кажется».

## Роли и актёры
| Актёр               | Роль                                             | Примечания                                                                                    |
| ------------------- | ------------------------------------------------ | --------------------------------------------------------------------------------------------- |
| Джеймс Вудс         | Себастиан Старк, помощник окружного прокурора    | Главная роль                                                                                  |
| Джери Райан         | Джессика Девлин, окружной прокурор Лос-Анджелеса | Главная роль                                                                                  |
| Даниэль Панабэйкер  | Джули Старк                                      | Главная роль                                                                                  |
| Софина Браун        | Райна Трой, помощник окружного прокурора         | Главная роль                                                                                  |
| Сара Картер         | Мэделин По, помощник окружного прокурора         | Главная роль                                                                                  |
| Генри Симмонс       | Айзек Райт, следователь окружной прокуратуры     | Главная роль (1-й сезон, 8-я серия – 2-й сезон Эпизодическое появление (1-й сезон, 2-я серия) |
| Кевин Алехандро     | Дэнни Рейес, помощник окружного прокурора        | Главная роль (2-й сезон)                                                                      |
| Сэмюэль Пэйдж       | Кейси Вудлэнд, помощник окружного прокурора      | Главная роль (1-й сезон)                                                                      |
| Алексис Крус        | Мартин Альенде, помощник окружного прокурора     | Главная роль (1-й сезон, серии 1–11)                                                          |
| Карлос Гомес        | Мануэль Дельгадо, мэр Лос-Анджелеса              | Эпизодические появления                                                                       |
| Майкл Коттер        | Льюис Слокомб                                    | Эпизодические появления                                                                       |
| Кевин Эллиот Поллак | Лео Катлер, окружной прокурор Лос-Анджелеса      | Эпизодические появления (2-й сезон)                                                           |
| Шон Сипос           | Трэвор Бойд                                      | Эпизодические появления (2-й сезон)                                                           |
| Ивар Броггер        | Кеннет Вудрафф, судья                            | Эпизодические появления                                                                       |
| Билл Кэмпбелл       | Уэйн Роберт Кэллисон                             | Эпизодические появления (1-й сезон, 12-я и 22-я серии; 2-й сезон, 16-я серия)                 |
| Джулиан Моррис      | Дилан Кроуфорд                                   | Эпизодические появления (1-й сезон, 13-я серия)                                               |